# جورج بولمان (رياضياتي)
جورج بولمان (بالألمانية: Georg Bohlmann)‏ هو رياضياتي ألماني، ولد في 23 أبريل 1869 في برلين في ألمانيا، وتوفي بنفس المكان في 25 أبريل 1928.